# 瘋狂怪世界
《瘋狂怪世界》（英語：Right Now Kapow）是由華納兄弟動畫公司為迪士尼頻道製作的美國動畫系列影集。自《威探闖通關》以來，這是華納兄弟與迪士尼之間為數不多的合作之一。該系列2016年9月19日開始播出，並於2017年5月31日結束。